# Álex Rodríguez (futebolista)
Álex Raúl Rodríguez Ledezma (Cidade do Panamá, 8 de maio de 1990) é um futebolista profissional panamenho que atua como goleiro, atualmente defende o San Francisco.

## Carreira
Álex Rodríguez fez parte do elenco da Seleção Panamenha de Futebol da Copa América de 2016.